# Самбек (Новошахтинськ)
Самбек — місцевість на південному заході міста Новошахтинськ у Ростовській області Росії. До 2004 року — селище міського типу, центр Самбецької селищної ради міста Новошахтинська.
Самбек розташовано над Великим Несвітаєм.
Раніше у селищі проводилася видобуток кам'яного вугілля (шахта № 2 й № 3). На початок XXI сторіччя є 2 швейні цехи.
Населення — 5,3 тис. жителів (2003 рік).
Працює загальноосвітня школа, за нею — басейн і тенісний корт.

## Відомі люди
У селищі народився:
- Петляков, Володимир Михайлович — радянський авіаконструктор.